# Grodzisk Wielkopolski

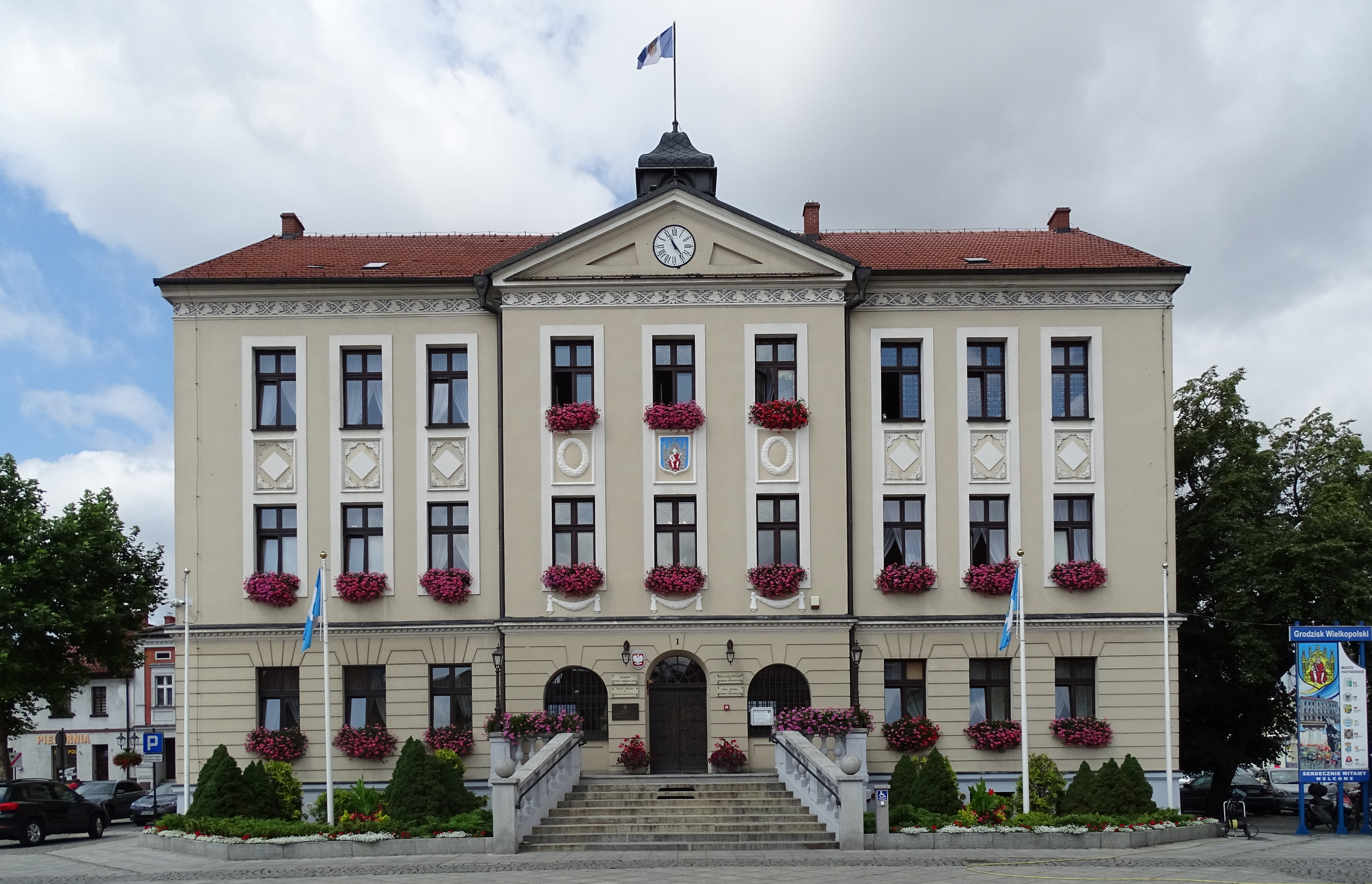
Municipio.

Grodzisk Wielkopolski (in tedesco Grätz) è una città (13 676 abitanti) della Polonia occidentale situata nel voivodato della Grande Polonia dal 1999 e già parte del voivodato di Poznań dal 1975 al 1998. Il suffisso "Wielkopolski" la distingue dalla città di Grodzisk Mazowiecki situata nella Polonia orientale.

## Storia
L'insediamento è menzionato per la prima volta nel 1257 con il nome di Grodisze in un documento del Duca Przemysł I della Grande Polonia. Veniva citato come un villaggio appartenente all'Ordine Cistercense.
La data esatta in cui la città ha ricevuto il suo statuto è sconosciuta. I documenti dicono che la città aveva definitivamente il suo statuto nel 1303.
I primi ebrei si insediarono nella città all'inizio del XVI secolo. Il primo documento a sostegno di ciò risale al 1505, e menzionano l'ebreo Abraham di Grodzisk In yiddish ed ebraico; la città era conosciuta come גרידץ (Gritz o Gritza).
Nel 1563 fu fondata la scuola Stanisław Ostroróg.
Nel 1593, il censimento di Grodzisk Wielkopolski conta una popolazione di circa 1 160 abitanti.
Nel 1601 furono conferiti i primi permessi al locale birrificio. La città aumentò rapidamente la sua importanza grazie alla produzione di birra (stile Piwo Grodziskie). Alla fine del XVIII secolo, la città contava ben 53 birrifici. Nel 1626, la carica di sindaco passò alla famiglia Opaliński che la mantenne fino al 1775.
Nel 1793, la città divenne parte della Prussia. Dal 1887 al 1918, assunse il nome di Grätz e fu la sede del Kreis Grätz. Tornò di nuovo a far parte della Polonia nel 1920, e fu sede di una contea o powiat fino al 1932.
Durante la seconda guerra mondiale, la città passò sotto il controllo nazista. A Młyniewo, un vicino villaggio, fu formato un campo di transito per l'invio verso campi di concentramento, inizialmente per ebrei e in seguito per polacchi e altri prigionieri di guerra. Il 27 gennaio 1945, la città fu riconquistata dall'Armata Rossa.
Dopo la seconda guerra mondiale, la produzione di birra declinò e fu interrotta nel 1993. Nel 1999, Grodzisk divenne di nuovo un capoluogo quando i powiat furono reintrodotti dalle riforme amministrative nazionali.
Oltre alla storica birra Grodziskie, la città è nota anche per le sue acque minerali. Una pompa commemorativa si trova ora nella piazza del mercato centrale, di fronte al Municipio.

## Amministrazione

### Gemellaggi
Grodzisk Wielkopolski è gemellata con:
- Betton, Francia
- Delligsen, Germania
- Merksplas, Belgio
- Torrelodones, Spagna
- Biržai, Lituania

## Sport
È sede del Dyskobolia Grodzisk Wielkopolski, società di calcio.